# Giordano Aldrighetti
Giordano Aldrighetti (Milano, 14 novembre 1905 – Pescara, 12 agosto 1939) è stato un pilota motociclistico e pilota automobilistico italiano.

## Biografia
Aldrighetti corse la Mille Miglia 1936 al volante di una Fiat 508 Balilla Sport ma, almeno inizialmente, concentrò i suoi sforzi soprattutto nelle gare motociclistiche. Ottenne il suo maggior successo nella categoria vincendo il Gran Premio d'Italia del 1937, con una Gilera ufficiale. In quell'occasione fece anche segnare il record di velocità di punta, toccando i 179 km/h. Nel 1938 Aldrighetti vinse il Campionato Italiano Velocità nella classe 500 cc ma, a causa delle ferite riportate in un brutto incidente al Gran Premio di Svizzera, fu costretto a lasciare la carriera motociclistica. Passò quindi definitivamente alle auto, correndo per l'Alfa Corse. Scese in pista a Tripoli al volante di una Alfa Romeo 158, ma si dovette ritirare. Iscritto alla Coppa Acerbo 1939, ebbè un brutto incidente in prova, in seguito al quale fu sbalzato dall'auto in fiamme. Sebbene inizialmente sembrasse in buone condizioni fisiche, Aldrighetti morì la notte seguente per le lesioni interne riportate nello schianto.
Nello stesso evento, durante la gara, perse la vita anche il pilota Catullo Lami.